# ایتور
ایتور (به انگلیسی: Aithoor) یک روستا در هند است که در کارناتاکا واقع شده‌است.